# Horst Mahler
Horst Mahler (Haynau, 1936. január 23. – 2025. július 27.) német ügyvéd, a Vörös Hadsereg Frakció nyugatnémet szélsőbaloldali terrorszervezet, később a szélsőjobboldali Német Nemzeti Demokrata Párt (NPD) tagja. Hosszú időt töltött börtönben.

## Baloldaliként
Horst Mahler középosztálybeli családból származik, apja fogorvos volt. Családjával 1945-ben elmenekült Sziléziából. 1949-ben Nyugat-Berlinbe költöztek. A Szabadegyetemen jogásznak tanult. Csatlakozott a Németország Szociáldemokrata Pártjához, és Berlin Charlottenburgban az ifjúsági szervezetet vezette. Később kizárták a pártból, mivel alapítója lett a Német Szocialista Diákszövetségnek (SDS). Diplomázása után először egy ügyvédi irodában dolgozott, majd önálló praxist indított. Elsősorban vállalati ügyekkel foglalkozott, majd a Rudi Dutschke radikális baloldali diákvezér által meghirdetett parlamenten kívüli ellenzék tevékenységét támogatta.
Társalapítója volt az első szocialista jogász munkaközösségnek, és részt vett a A Rudi Dutschke-merénylet utáni zavargásokban. 1969-ben ő védte Andreas Baadert és Gudrun Ensslint, és velük együtt alapította meg a Vörös Hadsereg Frakciót. 1970-ben tíz hónap felfüggesztett börtönbüntetésre és 75 ezer márka megfizetésére ítélték különböző bűncselekmények miatt. Mahler a frissen szabadul Baaderrel, Ensslinnel és Ulrike Meinhoffal Jordániába menekült, ahol palesztin radikálisoktól fegyveres kiképzést kapott.
Két hónap múlva Berlinben letartóztatták. 1972 októberében 12 évre ítélték bankrablások és bűnszervezet alapítása, finanszírozása miatt. Mahler 1980-ig maradt őrizetben. 1978-tól a későbbi kancellár, Gerhard Schröder képviselte, akinek sikerült elérnie, hogy 1988-tól Mahler folytathassa ügyvédi karrierjét. A börtönben elfordult a Vörös Hadsereg Frakciótól. 1977-ben azt írta, hogy ezt a marxizmus–leninizmus forradalmi dogmái alóli belső felszabadulással érte el.

## Jobboldaliként
1998-ban, meglepetésre írása jelent meg a Junge Freiheit című jobboldali újságban, amelyben párhuzamot húzott az 1968-as baloldali diákmozgalmak és az újraéledő német nacionalizmus között. 2000-ben bejelentette csatlakozását a neonáci Német Nemzeti-demokrata Párthoz, és a mozgalom egyik vezető ideológusa lett. Antiszemita nézeteket hirdetett, tagadta a holokausztot, náci kárlendítéssel támasztotta alá nyilvánosság előtt hangoztatott tételeit. Mahlert antiszemita propaganda miatt 2007-ben, majd 2009-ben is börtönbüntetésre ítélték. Betegsége miatt 2015-ben kiengedték a börtönből, azonban 2016-ban a maradék büntetésének letöltése mellett döntöttek. A jobboldali magyar kormányban bízva Orbán Viktortól kért menedékjogot. 2017 májusában Magyarországra szökött, azonban Sopronban a rendőrség elfogta. A magyar hatóságok kiadták Németországnak, ahol visszakerült a börtönbe; 2020-ban szabadult. Berlinben halt meg 2025-ben, 89 éves korában.